# Étaves-et-Bocquiaux
Étaves-et-Bocquiaux är en kommun i departementet Aisne i regionen Hauts-de-France i norra Frankrike. Kommunen ligger  i kantonen Bohain-en-Vermandois som ligger i arrondissementet Saint-Quentin. År 2022 hade Étaves-et-Bocquiaux 546 invånare.

## Befolkningsutveckling
Antalet invånare i kommunen Étaves-et-Bocquiaux
Referens: INSEE